# Алан Варела
Алан Варела (ісп. Alan Varela, нар. 4 липня 2001, Ісідро-Касанова) — аргентинський футболіст, півзахисник португальського клубу «Порту».
Виступав, зокрема, за клуб «Бока Хуніорс».
Чемпіон Аргентини.

## Ігрова кар'єра
Народився 4 липня 2001 року в місті Ісідро-Касанова. Вихованець футбольної школи клубу «Бока Хуніорс». Дорослу футбольну кар'єру розпочав 2020 року в основній команді того ж клубу, в якій провів три сезони, взявши участь у 78 матчах чемпіонату.  Більшість часу, проведеного у складі «Бока Хуніорс», був основним гравцем команди.
До складу клубу «Порту» приєднався 2023 року, підписавши контракт на п'ять років. Першу гру в новій команді Варела провів 3 вересня 2023 року.

## Кар'єра в збірній
У 2019 році Алан Варела провів три матчі у складі молодіжної збірної Аргентини.

## Титули і досягнення
Бока Хуніорс
 Чемпіон Аргентини: 2022
 Переможець Кубка Аргентини з футболу: 2020
 Переможець Суперкубка Аргентини: 2022
Порту
 Володар Кубка Португалії 2023/24
- Володар Суперкубка Португалії (1): 2024